# Charkovská jaderná elektrárna

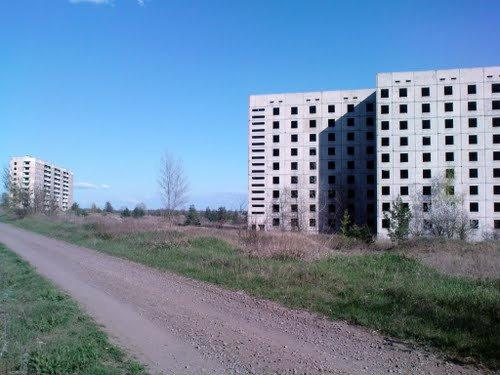
Nedokončené město Birky

Charkovská jaderná elektrárna (ukrajinsky Харківська АТЕЦ) je nedokončená jaderná elektrárna na východě Ukrajiny, nacházející se poblíž vesnice Birky v Charkovské oblasti. Měla zásobovat elektřinou východní část Ukrajiny a dodávat teplou vodu do města Charkov. Projekt byl zrušen v roce 1988.

## Historie a technické informace

### Počátky
Elektrárna byla poprvé projednávána na začátku 80. let 20. století. Důvod, proč měla být postavena právě jaderná elektrárna s odběrem tepla je takový, že západ Sovětského svazu byl v zásobování konvenčními palivy v horší situaci než Ural a východní oblasti. Aby se tato paliva ušetřila, bylo navrženo teplo a elektrickou energii poskytovat prostřednictvím jaderných elektráren, které pro provoz vyžadují uran. Zvolená lokalita se nacházela u města Nižnij Tagil ve Sverdlovské oblasti. Instalovány měly být dva reaktory VVER-1000/320 se speciální turbínou, která umožní odebírání tepla z páry pro dodávky tepla do přilehlých oblastí prostřednictvím potrubí. Oba reaktory měly disponovat hrubým elektrickým výkonem 940 MW a čistým výkonem 900 MW. Elektřina u těchto typů reaktorů měla představovat pouze vedlejší, avšak nezanedbatelný produkt.
Projekt elektrárny v Charkove byl vypracován na základě usnesení Rady ministrů SSSR č. 540-17ž ze dne 26. června 1980. Dle posledního harmonogramu měl být první blok uveden do provozu v roce 1993 a druhý v roce 1995. Dále projekt počítal s rozšířením na 4 bloky, čemuž byla přizpůsobena infrastruktura.

### Koncept jaderných výtopen
Bylo spočítáno, že jaderná elektrárna mohla ušetřit asi čtyři miliony tun fosilních paliv. Navíc by bylo možné uzavřít několik stovek malých výtopen. Jaderná elektrárna měla vyrůst u vesnice Birky, jež měla být povýšena na město v rámci stavby jaderné elektrárny. Místo se nachází nedaleko od Charkova. Položit potrubí pro vytápění do města by tehdy vyžadovalo asi 90 000 tun materiálu při průměru potrubí jeden metr, což je velmi nákladné.

### Zrušení projektu
Projekt elektrárny se však nikdy přiliš neposunul, protože v dubnu 1986 došlo k havárii v Černobylu a postoj k jaderné energetice v Sovětském svazu se velmi rychle změnil. Na konci 80. let navíc země procházela těžkými ekonomickými problémy. Z tohoto důvodu byl i přes nedostatek tepla a elektřiny projekt jaderné elektrárny v Charkovské oblasti na konci 80. let zrušen, stejně jako podobné projekty, například Minská jaderná elektrárna a Oděská jaderná elektrárna.

## Informace o reaktorech
| Reaktor   | Typ reaktoru  | Výkon  | Výkon  | Zahájení výstavby                   | Připojení k síti                    | Uvedení do provozu                  | Uzavření                            |
| Reaktor   | Typ reaktoru  | Čistý  | Hrubý  | Zahájení výstavby                   | Připojení k síti                    | Uvedení do provozu                  | Uzavření                            |
| --------- | ------------- | ------ | ------ | ----------------------------------- | ----------------------------------- | ----------------------------------- | ----------------------------------- |
| Charkov-1 | VVER-1000/320 | 900 MW | 940 MW | Přípravné práce zrušeny v roce 1988 | Přípravné práce zrušeny v roce 1988 | Přípravné práce zrušeny v roce 1988 | Přípravné práce zrušeny v roce 1988 |
| Charkov-2 | VVER-1000/320 | 900 MW | 940 MW | Přípravné práce zrušeny v roce 1988 | Přípravné práce zrušeny v roce 1988 | Přípravné práce zrušeny v roce 1988 | Přípravné práce zrušeny v roce 1988 |
| Charkov-3 | VVER-1000/320 | 900 MW | 940 MW | Plánování zrušeno v roce 1988       | Plánování zrušeno v roce 1988       | Plánování zrušeno v roce 1988       | Plánování zrušeno v roce 1988       |
| Charkov-4 | VVER-1000/320 | 900 MW | 940 MW | Plánování zrušeno v roce 1988       | Plánování zrušeno v roce 1988       | Plánování zrušeno v roce 1988       | Plánování zrušeno v roce 1988       |